# Boluochia zhengi
Boluochia zhengi — вид вимерлих енанціорносових птахів. Мешкали у ранній крейді, 121,6-110,6 млн років тому. Відомий з скам'янілостей знайдених у пластах формації Jiufotang з провінції Ляонін, Китай. Boluochia була вперше описана Чжоу у 1995 році . Повторний аналіз зразка О'Коннором і його колегами виявив, що він був тісно пов'язаний з Longipteryx і можуть бути віднесені до родини Longipterygidae.
Єдиний неповний кістяк, під номером IVPP V9770, зберігається у Інституті палеонтології хребетних і палеоантропології Китайської академії наук у Пекіні.
Назва Boluochia походить від назви села, що знаходиться неподалік місця знахідок.